# Guelta de Archei
La Guelta de Archei es una de las guelta más famosas del desierto del Sahara. Se encuentra en la meseta de Ennedi, en el noreste de Chad, cerca de la localidad de Fada. La Guelta de Archei está habitada por varios tipos de animales, entre los que destaca el cocodrilo de África Occidental (Crocodylus suchus; hasta hace poco se pensaba que era sinónimo del cocodrilo del Nilo, Crocodylus niloticus Laurenti). El pequeño grupo de cocodrilos supervivientes en la Guelta de Archei representa una de las últimas colonias conocidas en el Sahara en la actualidad, cuando esta especie prosperó hace milenios en la mayor parte del desierto del Sahara actual y en pantanos y ríos a lo largo de las costas del sur del Mediterráneo; la colonia Tagant Plateau en Mauritania probablemente se haya extinguido a partir de 1996.